# Give kommun
Give kommun (danska: Give Kommune) var en kommun i Vejle amt i västra Danmark. Kommunens centralort var tätorten Give.
Sedan kommunreformen 2007 ingår den i Vejle kommun.

## Borgmästare
- Anders Klarskov Jensen, 1 april 1970–31 mars 1978[2]
- Curt Nielsen, 1 april 1978–31 december 1997[2]
- Villy Dahl Johansen, 1 januari 1998–31 december 2006[2]

Denna lista hämtas från Wikidata. Informationen kan ändras där.